# Francis Blake Delaval (homme politique)
Francis Blake Delaval (16 mars 1727 - 7 août 1771) est un acteur, militaire et député britannique. Il reçoit une éducation privilégiée et aristocratique à la Westminster School, au Collège d'Eton puis à la Christ Church de l'Université d'Oxford.

## Biographie
Il est le fils aîné du capitaine Francis Blake Delaval de Seaton Delaval Hall, et hérite des domaines de son père en 1752. Il y a ajouté en construisant la folie connue sous le nom de Starlight Castle, surplombant Holywell Dene qui mène à Seaton Sluice. Il aurait été construit en une seule journée pour gagner un pari. Il en reste peu aujourd'hui, à part une seule arche de pierre.
Delaval est tombé amoureux d'une chanteuse et actrice nommée Ann Catley vers 1760. Elle est apprentie à William Bates, qui est un compositeur et professeur de chant. Bates vend l'apprentissage d'Ann à Delaval. Aidé par son employeur, son père poursuit Delaval et Bates mais sans aucun bénéfice. Finalement, la relation avec Delaval prend fin et Catley poursuit sa carrière.

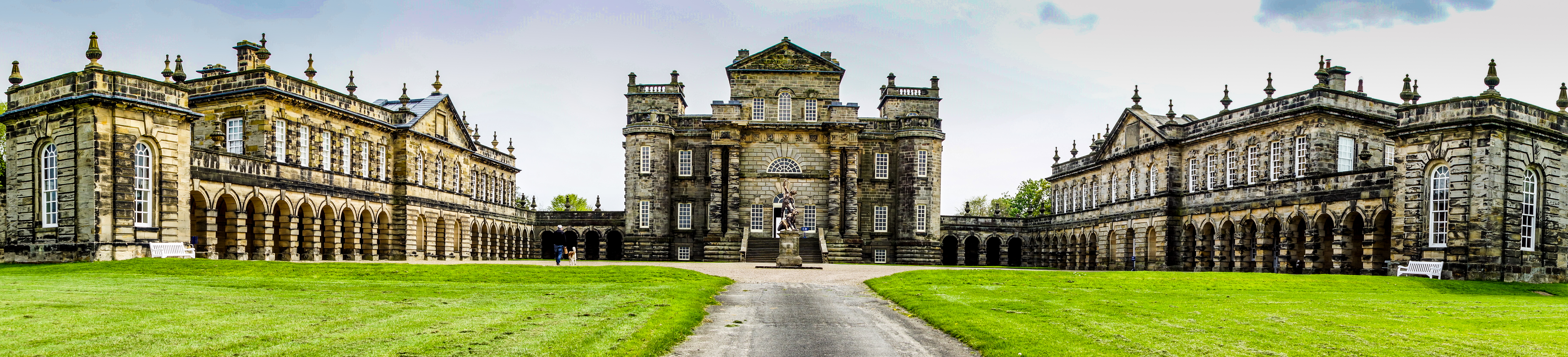
Seaton Delaval Hall

Francis est acteur dans un groupe dirigé par Samuel Foote. Il est un joueur mais ne pouvait pas se permettre ce style de vie. Il épouse la riche (et beaucoup plus âgée) Isabella, fille de Thomas Tufton (6e comte de Thanet) et veuve de Nassau Powlett, mais ce n'est pas un mariage heureux. Son épouse intente une action en justice contre lui pour adultère avec une actrice, Mlle La Roche, pour laquelle Isabella a inconsciemment déboursé 1500 £.
Sa carrière militaire est de courte durée. Il participe au Raid sur St Malo, et reçoit un titre de chevalier pour sa bravoure lors de l'assaut de la plage de Bretagne, bien qu'il n'y ait pas eu de troupes françaises présentes pour résister.
Il représente Hindon dans le Wiltshire au Parlement de 1751 à 1754 et Andover dans le Hampshire de 1754 à 1768.
Sa maison de ville de Londres est au 11 Downing Street, maintenant la maison officielle du Chancelier de l'Échiquier.
Il subit un accident vasculaire cérébral. Il laisse quatre enfants illégitimes mais aucun légitime et son frère cadet John Delaval (1er baron Delaval) lui succède.